# 巴拉西诺尔
巴拉西诺尔（羅馬化：Bālāsinor），又称瓦达西诺尔（羅馬化：Vādāsinor），是印度古吉拉特邦凯达县的一个城镇。总人口33704（2001年）。

## 人口
该地2001年总人口33704人，其中男性17373人，女性16331人；0—6岁人口4244人，其中男2221人，女2023人；识字率70.57%，其中男性为78.94%，女性为61.66%。